# Jada Griffin
Jada Griffin (* 25. September 1999 in Spring Lake, North Carolina) ist eine US-amerikanische Leichtathletin, die sich auf den Sprint spezialisiert hat.

## Sportliche Laufbahn
Jada Griffin wuchs in North Carolina auf und studierte ab 2017 an der North Carolina State University. Erste internationale Erfahrungen sammelte sie im Jahr 2023, als er bei den Panamerikanischen Spielen in Santiago de Chile mit der US-amerikanischen Mixed-Staffel über 4-mal 400 Meter in 3:19,41 min gemeinsam mit Demarius Smith, Honour Finley und Richard Kuykendoll die Bronzemedaille hinter den Teams aus der Dominikanischen Republik und Brasilien gewann. Zudem belegte sie mit der Frauenstaffel in 3:35,91 min den fünften Platz.

## Persönliche Bestzeiten
- 400 Meter: 51,69 s, 8. Juni 2023 in Austin
  - 400 Meter (Halle): 53,03 s, 10. Februar 2023 in Clemson